# PowerBASIC
PowerBASIC – język programowania i kompilator produkowany przez firmę PowerBASIC Inc. (Venice, Florida, USA). Język jest odmianą BASIC-a, wzbogaconą o własne rozszerzenia i (od wersji 9.0 dla Windows oraz od wersji 5.0 Console Compiler) możliwość programowania obiektowego. Kompilator potrafi tworzyć programy wykonywalne dla systemu Windows (pliki *.exe) oraz biblioteki dynamiczne (pliki *.dll). Programy kompilowane przez PowerBASIC dla Windows są aplikacjami graficznymi działającymi w środowisku okienkowym. Programy konsolowe, uruchamiane w środowisku tekstowym, tworzone są przez osobne narzędzie: PowerBASIC Console Compiler. Obecne wersje obu kompilatorów są narzędziami 32-bitowymi. 

## Przykład kodu
```
#
COMPILE
 
EXE

#
DIM
 
ALL

#
INCLUDE
 
"WIN32API.INC"

FUNCTION
 
PBMAIN
 
()
 
AS
 
LONG

    
DIM
 
Tekst
 
AS
 
STRING

    
IF
 
TRIM$
(
COMMAND$
)
 
=
 
""
 
THEN

        
Tekst
 
=
 
"Brak parametrów"

    
ELSE

        
Tekst
 
=
 
COMMAND$

    
END
 
IF

        

    
MSGBOX
 
Tekst
,
 
%
MB_OK
,
 
"Hello World!"

END
 
FUNCTION

```

## Historia
PowerBASIC powstał w 1986 roku, jako BASIC/Z - kompilator języka Basic dla systemów CP/M i MDOS. Rok później, kompilator został rozszerzony o obsługę systemów MS-DOS/PC-DOS i stał się częścią oferty firmy Borland. Nazwę kompilatora zmieniono na Turbo Basic. W 1989 roku Borland porzucił rozwój części narzędzi z serii Turbo, m.in. Turbo Prolog i Turbo Basic. Ten ostatni został sprzedany twórcy i głównemu programiście Robertowi Zale. Od 1990 roku kompilator pod obecną nazwą PowerBASIC produkowany jest przez firmę PowerBASIC Inc. W ciągu kilku lat obok wersji dla systemu DOS i kompatybilnych pojawiła się wersja dla systemu Windows, początkowo przeznaczona do tworzenia bibliotek DLL dla innych narzędzi programistycznych, obecnie jest sprzedawana jako całkowicie samodzielny produkt.